# Salacia macer
Salacia macer is een hydroïdpoliep uit de familie Sertulariidae. De poliep komt uit het geslacht Salacia. Salacia macer werd in 2003 voor het eerst wetenschappelijk beschreven door Vervoort & Watson. 